# Ацтлан

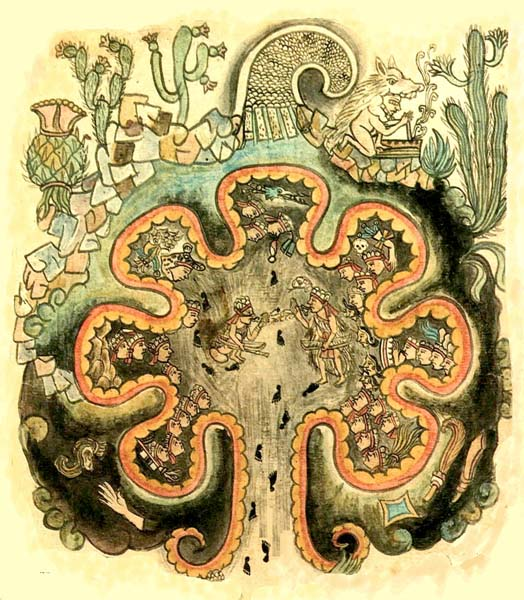
Семь пещер Чикомосток, из Historia Tolteca-Chichimeca.

Ацтлан или Астлан (аст. Aztlān, в одной из интерпретаций — «страна цапель») — мифическая прародина ацтеков, одной из основных культурных групп Мезоамерики. На языке науатль слово «Azteca» означает «люди из Ацтлана».

## Легенда
Первоначально ацтеки, как и другие народы науа (хочимилька, тлахуика, акольхуа, тахасалан тлакскалан[уточнить], тепанека и чалька), считали своей прародиной Чикомосток («место семи пещер») — страну, находившуюся где-то на северо-западе от долины Мехико. Миф об Ацтлане, который по легенде ацтеки покинули лишь в 1164 году[уточнить], возник после образования у ацтеков собственного государства. В сказаниях Ацтлан описывается как остров посреди большого озера, расположенный по ту сторону долгой дороги во тьме и холоде.
Различные описания Ацтлана весьма противоречивы. Некоторые легенды говорят об Ацтлане как о рае, другие (кодекс Обена) утверждают, что там ацтеки являлись рабами тиранической элиты под названием Ацтека-Чикомостока. Ведомые своим священником, ацтеки бежали и по пути их бог Уицилопочтли запретил называться ацтеками, сказав, что они должны называть себя меши́ка. Интересен тот факт, что учёные-антропологи XIX века, в частности Уильям Прескотт, стали называть их «ацтеки».
Место Ацтлана в ацтекской мифологии находится рядом с легендарным переселением в Теночтитлан. По легенде, миграция на юг началась 24 мая 1064[уточнить] года н. э. Каждый из семи народов науа основал по крупному городу-государству в центральной Мексике в поздний постклассический период месоамериканской хронологии (прибл. 1300—1521 гг.)
После испанского завоевания Мексики истории об Ацтлане как о стране, похожей на Эдем и расположенной на севере, достигли Испании. Подобные описания, сделанные в частности Диего Дураном в 1581 году, инициировали испанские экспедиции в Калифорнию.

## Места, претендующие на роль Ацтлана

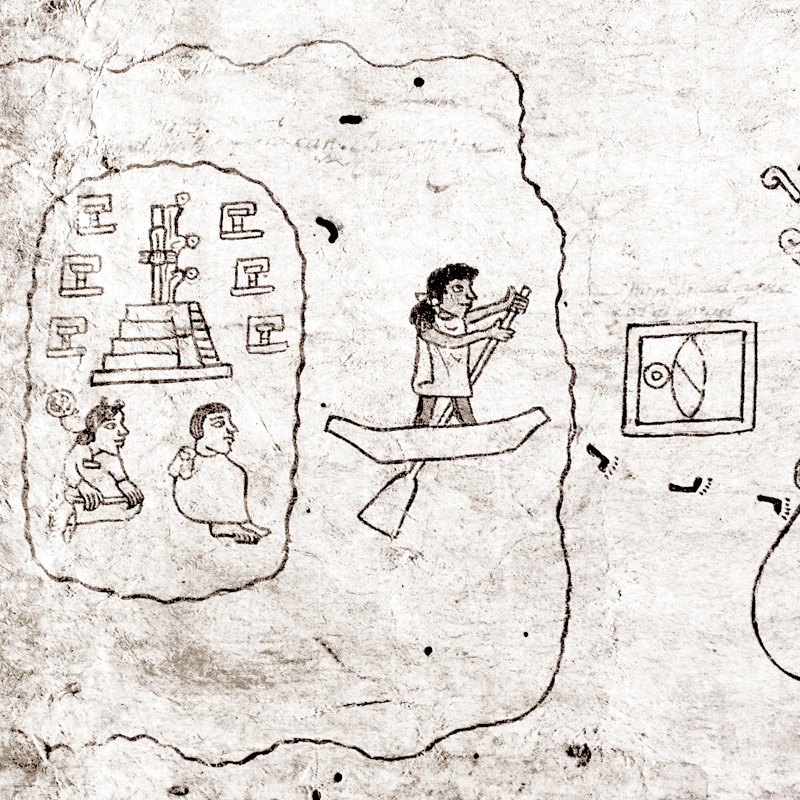
Изображение ухода из Ацтлана в кодексе Ботурини (XVI век)

Хоть Ацтлан имеет множество схожих моментов с такими мифическими местами Месоамерики, как Тамоанчан, Чикомосток, Толлан и Сибола, археологи попытались найти место происхождения народности мешика.
В 1887 году мексиканский антрополог Альфредо Чаверо предположил, что Ацтлан находится на берегу Тихого океана в штате Наярит. Хоть эта точка зрения была оспорена его современниками, она получила некоторое признание. В начале 1980-х годов мексиканский президент Хосе Лопес Портильо-и-Пачеко заявил, что настоящим местоположением Ацтлана был остров Мескальтитан, также расположенный в Наярите, однако это оценивается историками как политический ход. Но всё равно штат Наярит включил символ Ацтлана в свой герб с легендой «Наярит, колыбель мексиканцев».
Были предложены также и другие места — штаты Гуанахуато, Халиско, Мичоакан и даже американский штат Юта.

## Современные спекуляции
Многие современные эзотерики и сторонники разных течений Нью Эйдж отождествляют Ацтлан с легендарной Атлантидой, спекулируя на фонетическим сходстве этих слов.
Некоторые политические движения чикано и испаноязычных американцев США вообще, выступающие за сецессию штатов, захваченных в своё время у Мексики, предлагают обозначать их словом Ацтлан. Считается, что впервые это название предложил Оскар Акоста.

## Первоисточники
- Пресвитер Хуан; Антонио Перес; фрай Педро де лос Риос (глоссы). Мексиканская рукопись 385 «Кодекс Теллериано-Ременсис» (с дополнениями из Кодекса Риос) / Ред. и пер. С. А. Куприенко, В. Н. Талах. — Киев: Видавець Купрієнко С.А., 2013. — 317 с. — ISBN 978-617-7085-06-4.
- Сказания о Солнцах. Мифы и исторические легенды науа / Ред. и пер. С. А. Куприенко, В. Н. Талах.. — Киев: Видавець Купрієнко С.А., 2014. — 377 с. — ISBN 978-617-7085-11-8.